# Jamie Redknapp
Pour les articles homonymes, voir Redknapp.
Jamie Frank Redknapp est un footballeur anglais né le 25 juin 1973 à Barton-on-Sea, dans le comté du Hampshire. Il évoluait au poste de milieu de terrain.
Il est le fils de Harry Redknapp (ex-entraîneur de Tottenham Hotspur) et le cousin, du côté de sa mère, de Frank Lampard (ex-international anglais et ex-entraîneur du Chelsea FC). Il a été marié à Louise Redknapp, ex-membre du groupe Eternal.

## Biographie
Il joue principalement à Liverpool et à Tottenham Hotspur. Il est le capitaine de Liverpool de 1999 à 2000, et de Tottenham de 2003 à 2005. Il a été victime de nombreuses blessures, ce qui l'empêcha de prendre part notamment à la grande saison 2000-2001 des Reds, où l'équipe glane 3 trophées majeurs (FA Cup, Coupe de l'UEFA et League Cup) et de ne pas pouvoir être totalement rétabli pour les finales du Charity Shield et de la Supercoupe d'Europe la saison suivante, où il ne sera que remplaçant. Il quitte le club en 2002.
Il est sélectionné à 17 reprises en équipe d'Angleterre entre 1995 et 1999 (1 but d'inscrit contre la Belgique en match amical le 10 octobre 1999). Sa première apparition en équipe nationale a lieu le 6 novembre 1995 lors d'un match amical face à la Colombie. Jamie Redknapp, souvent blessé, ne pourra pas avoir une carrière internationale à la hauteur de son talent et ne participera qu'au Championnat d'Europe des Nations en 1996 se déroulant en Angleterre, où il ne joue que 39 minutes. Ses blessures récurrentes l'empêchent donc de participer à la Coupe du monde en 1998 et au Championnat d'Europe des Nations en 2000. Il est également connu pour être l'auteur du centre que René Higuita détourna grâce à son coup du scorpion.
Il faisait partie d'un petit groupe de joueurs de Liverpool surnommé les Spice Boys.

### Vie privée
Le 29 juin 1998 il épouse la chanteuse Louise Nurding.
Ensemble ils auront deux fils : Charles William "Charley" Redknapp (né le 27 juillet 2004), et Beau Henry Redknapp (né le 10 novembre 2008). 
Ils demandent le divorce le 27 décembre 2017.

## Carrière
- 1989–1991 : Bournemouth  Angleterre
- 1991–2002 : Liverpool  Angleterre (296 matchs et 31 buts en D1)
- 2002–2005 : Tottenham Hotspur  Angleterre (48 matchs et 4 buts en D1)
- 2005-2006 : Southampton  Angleterre (16 matchs et 0 but en D1)[1]

## Palmarès

### En Club
- Vainqueur de la League Cup en 1995 avec Liverpool FC

### EnÉquipe d'Angleterre
- 17 sélections et 1 but entre 1995 et 1999
- Participation au Championnat d'Europe des Nations en 1996 (1/2 finaliste)